# 李始榮
李始榮（：／ Yi Shi-yeong，1868年12月3日—1953年3月19日），字城翕（성흡）、又字聖翁（성옹），號省齋、始林山人（시림산인）， 本名聖翕（성옹），朝鲜王朝末期文臣、韓國獨立運動家和政治人物，敎育家 ，韓國首任副总统（1948年-1951年）。

## 著作
- 感時漫語

## 荣誉

### 国内奖勋
- -  建国勋章大韩民国章（1949年8月15日颁发）

## 外部連結
- 李始榮:Daum
- 李始榮:Naver[]

| 前任： - | 大韓民國副總統 第1任:1948年7月22日-1951年5月16日上任 | 繼任： 金性洙 |